# Lindmo tärn
Lindmo tärn är en sjö i Hallsbergs kommun i Närke och ingår i Motala ströms huvudavrinningsområde. Sjöns area är 0,025 kvadratkilometer och den befinner sig 115 meter över havet.